# 1996–2006
1996–2006 je album Orkestra Slovenske vojske, ki je izšel na dveh glasbenih CD ploščah in DVD-ju leta 2006 pri založbi ZKP RTV Slovenija.
Izdajo sta omogočila Ministrstvo za obrambo Republike Slovenije in Generalštab Slovenske vojske, v sodelovanju z Glasbenim programom Radia Slovenija in Uredništvom za resno glasbo in balet RTV Slovenija.

## Seznam posnetkov
CD #3 je bil posnet v živo na koncertu ob Dnevu Slovenske vojske v dvorani Slovenske filharmonije 13. maja 2002, CD #4 pa v Studiu 26 RTV Slovenija marca 2006.
| CD #3: Koncert ob Dnevu Slovenske vojske (v živo) | CD #3: Koncert ob Dnevu Slovenske vojske (v živo) | CD #3: Koncert ob Dnevu Slovenske vojske (v živo) | CD #3: Koncert ob Dnevu Slovenske vojske (v živo) | CD #3: Koncert ob Dnevu Slovenske vojske (v živo) |
| Št.                                               | Naslov                                            | Glasba                                            | Priredba                                          | Dolžina                                           |
| ------------------------------------------------- | ------------------------------------------------- | ------------------------------------------------- | ------------------------------------------------- | ------------------------------------------------- |
| 1.                                                | „Rapsodični ples‟                                 | U. Krek                                           | A. Šolar                                          |                                                   |
| 2.                                                | „Simfonija št. 4‟                                 | A. Reed                                           |                                                   |                                                   |
| 3.                                                | „Za Natalijo‟ (3. stavek iz 3. simfonije, op. 89) | J. Barnes                                         |                                                   |                                                   |
| 4.                                                | „Godba gre v vesolje‟                             | R. Golob                                          |                                                   |                                                   |
| Skupna dolžina:                                   | Skupna dolžina:                                   | Skupna dolžina:                                   | Skupna dolžina:                                   | 52:00                                             |

| CD #4: Oj, ta soldaški boben (big band) | CD #4: Oj, ta soldaški boben (big band)                         | CD #4: Oj, ta soldaški boben (big band) | CD #4: Oj, ta soldaški boben (big band) | CD #4: Oj, ta soldaški boben (big band) | CD #4: Oj, ta soldaški boben (big band) |
| Št.                                     | Naslov                                                          | Besedilo                                | Glasba                                  | Priredba                                | Dolžina                                 |
| --------------------------------------- | --------------------------------------------------------------- | --------------------------------------- | --------------------------------------- | --------------------------------------- | --------------------------------------- |
| 1.                                      | „Zdravljica‟                                                    |                                         | S. Premrl                               | J. Privšek                              |                                         |
| 2.                                      | „Oj, ta soldaški boben‟ (ljudska)                               |                                         |                                         | J. Privšek                              |                                         |
| 3.                                      | „Mladim pod noge‟                                               |                                         | J. Privšek                              |                                         |                                         |
| 4.                                      | „Jest s'm si pa neki zmislu‟ (venček slovenskih narodnih pesmi) |                                         |                                         | J. Privšek                              |                                         |
| 5.                                      | „Kje so tiste stezice‟ (ljudska)                                |                                         |                                         | J. Privšek                              |                                         |
| 6.                                      | „Trzinka rompompom‟ (ljudske pesmi)                             |                                         |                                         | J. Privšek                              |                                         |
| 7.                                      | „Čez tri gore (cha cha)‟ (ljudska)                              |                                         |                                         | J. Privšek                              |                                         |
| 8.                                      | „Vandrovček / Regiment po cesti gre‟ (ljudske)                  |                                         |                                         | J. Privšek                              |                                         |
| 9.                                      | „Slovenija, najlepša si dežela‟                                 | I. Sivec                                | O. Pestner                              | J. Privšek                              |                                         |
| 10.                                     | „Potpouri Avsenikovih uspešnic 90‟                              |                                         | V. Ovsenik, S. Avsenik                  | J. Privšek                              |                                         |
| 11.                                     | „So še rož'ce u hartlnu žavovale‟ (ljudska)                     |                                         |                                         | J. Privšek                              |                                         |
| 12.                                     | „Tratata, zdaj igra naša muzika‟                                | F. Milčinski – Ježek                    | B. Adamič                               | J. Privšek                              |                                         |
| 13.                                     | „Venček slovenskih valčkov‟ (ljudske)                           |                                         |                                         | J. Privšek                              |                                         |
| 14.                                     | „Lipa zelenela je‟                                              |                                         | D. Jenko                                | J. Privšek                              |                                         |
| 15.                                     | „Še kikl'co prodala bom‟ (venček slovenskih ljudskih pesmi)     |                                         |                                         | J. Privšek                              |                                         |
| 16.                                     | „Čez tri gore‟ (ljudska)                                        |                                         |                                         | J. Privšek                              |                                         |
| 17.                                     | „Slovenija, odkod lepote tvoje‟                                 | M. Stare                                | V. Ovsenik, S. Avsenik                  | J. Privšek                              |                                         |
| 18.                                     | „Venček napitnic‟ (ljudske)                                     |                                         |                                         | T. Zlobko                               |                                         |
| 19.                                     | „Moris‟                                                         |                                         | B. Adamič                               | J. Šalamun                              |                                         |
| 20.                                     | „Avizo‟ (fanfare)                                               |                                         | J. Privšek                              |                                         |                                         |
| Skupna dolžina:                         | Skupna dolžina:                                                 | Skupna dolžina:                         | Skupna dolžina:                         | Skupna dolžina:                         | 59:04                                   |

### DVD #5: Izbrani koncerti 1996–2006
Posnetki s koncertov so iz arhiva TV Slovenija.
| Promenadni koncert Orkestra Slovenske vojske (oktober 1998) | Promenadni koncert Orkestra Slovenske vojske (oktober 1998) | Promenadni koncert Orkestra Slovenske vojske (oktober 1998) | Promenadni koncert Orkestra Slovenske vojske (oktober 1998) | Promenadni koncert Orkestra Slovenske vojske (oktober 1998) |
| Št.                                                         | Naslov                                                      | Glasba                                                      | Priredba                                                    | Dolžina                                                     |
| ----------------------------------------------------------- | ----------------------------------------------------------- | ----------------------------------------------------------- | ----------------------------------------------------------- | ----------------------------------------------------------- |
| 1.                                                          | „Karneval variacije / Carnival Variations‟                  | D. Jacoby                                                   | W. McRea                                                    |                                                             |
| 2.                                                          | „Rokovnjači‟ (uvertura k ljudski spevoigri)                 | V. Parma                                                    | S. Dlesk                                                    |                                                             |
| 3.                                                          | „Majska suita‟                                              | J. Privšek                                                  |                                                             |                                                             |
| 4.                                                          | „Bugatti step‟ (solo za štiri klarinete)                    | J. Ježek                                                    | K. Belohoubek                                               |                                                             |

| Ob prazniku Slovenske vojske (Linhartova dvorana Cankarjevega doma, 26. november 2000) | Ob prazniku Slovenske vojske (Linhartova dvorana Cankarjevega doma, 26. november 2000) | Ob prazniku Slovenske vojske (Linhartova dvorana Cankarjevega doma, 26. november 2000) | Ob prazniku Slovenske vojske (Linhartova dvorana Cankarjevega doma, 26. november 2000) | Ob prazniku Slovenske vojske (Linhartova dvorana Cankarjevega doma, 26. november 2000) | Ob prazniku Slovenske vojske (Linhartova dvorana Cankarjevega doma, 26. november 2000) |
| Št.                                                                                    | Naslov                                                                                 | Besedilo                                                                               | Glasba                                                                                 | Priredba                                                                               | Dolžina                                                                                |
| -------------------------------------------------------------------------------------- | -------------------------------------------------------------------------------------- | -------------------------------------------------------------------------------------- | -------------------------------------------------------------------------------------- | -------------------------------------------------------------------------------------- | -------------------------------------------------------------------------------------- |
| 5.                                                                                     | „Suita za pihalni orkester‟                                                            |                                                                                        | B. Adamič                                                                              |                                                                                        |                                                                                        |
| 6.                                                                                     | „Venček slovenskih popevk‟                                                             |                                                                                        | J. Privšek                                                                             |                                                                                        |                                                                                        |
| 7.                                                                                     | „Oj, ta soldaški boben‟                                                                |                                                                                        | B. Adamič                                                                              |                                                                                        |                                                                                        |
| 8.                                                                                     | „Fičfirič‟ (polka)                                                                     |                                                                                        | B. Adamič                                                                              |                                                                                        |                                                                                        |
| 9.                                                                                     | „Tratata, zdaj igra naša muzika‟                                                       | F. Milčinski – Ježek                                                                   | B. Adamič                                                                              | V. Marković                                                                            |                                                                                        |

| Slavnostni koncert Orkestra Slovenske vojske ob 5. obletnici delovanja (Gallusova dvorana Cankarjevega doma, 28. oktober 2001) | Slavnostni koncert Orkestra Slovenske vojske ob 5. obletnici delovanja (Gallusova dvorana Cankarjevega doma, 28. oktober 2001) | Slavnostni koncert Orkestra Slovenske vojske ob 5. obletnici delovanja (Gallusova dvorana Cankarjevega doma, 28. oktober 2001) | Slavnostni koncert Orkestra Slovenske vojske ob 5. obletnici delovanja (Gallusova dvorana Cankarjevega doma, 28. oktober 2001) |
| Št. | Naslov | Glasba | Dolžina |
| --- | --- | --- | --- |
| 10. | „Casanova‟ (za violončelo in pihalni orkester)                                                                                 | J. de Meij | |

| Koncert ob 150-letnici rojstva Vincenta van Gogha (Gallusova dvorana Cankarjevega doma, 8. november 2003) | Koncert ob 150-letnici rojstva Vincenta van Gogha (Gallusova dvorana Cankarjevega doma, 8. november 2003) | Koncert ob 150-letnici rojstva Vincenta van Gogha (Gallusova dvorana Cankarjevega doma, 8. november 2003) | Koncert ob 150-letnici rojstva Vincenta van Gogha (Gallusova dvorana Cankarjevega doma, 8. november 2003) |
| Št. | Naslov | Glasba | Dolžina                                                                                                   |
| --- | --- | --- | --- |
| 11. | „Gospodar prstanov / The lord of the rings‟ (Simfonija št. 1 za pihalni orkester)                         | J. de Meij                                                                                                | |

| Koncert 2004 (Gallusova dvorana Cankarjevega doma, 20. oktober 2004) | Koncert 2004 (Gallusova dvorana Cankarjevega doma, 20. oktober 2004) | Koncert 2004 (Gallusova dvorana Cankarjevega doma, 20. oktober 2004) | Koncert 2004 (Gallusova dvorana Cankarjevega doma, 20. oktober 2004) | Koncert 2004 (Gallusova dvorana Cankarjevega doma, 20. oktober 2004) |
| Št.                                                                  | Naslov                                                               | Glasba                                                               | Priredba                                                             | Dolžina                                                              |
| -------------------------------------------------------------------- | -------------------------------------------------------------------- | -------------------------------------------------------------------- | -------------------------------------------------------------------- | -------------------------------------------------------------------- |
| 12.                                                                  | „Simfonija št. 5‟                                                    | D. Maslanka                                                          |                                                                      |                                                                      |
| 13.                                                                  | „Čmrljev let‟                                                        | N. Rimski – Korsakov                                                 | L. Leško                                                             |                                                                      |
| Skupna dolžina:                                                      | Skupna dolžina:                                                      | Skupna dolžina:                                                      | Skupna dolžina:                                                      | 120:00                                                               |

## Sodelujoči

### Orkester Slovenske vojske
- Andreja Šolar – dirigentka na CD-ju #3
- Franc Rizmal – dirigent na posnetkih 1 do 4 na DVD-ju #5
- Milivoj Šurbek – dirigent na posnetkih 5 do 13 na DVD-ju #5

### Big band Orkestra Slovenske vojske
- Jani Šalamon – dirigent na CD-ju #4

### Produkcija
- Dečo Žgur – producent za CD #3
- Matjaž Culiberg – tonski mojster za CD #3
- Jaka Pucihar – producent za CD #4
- Dare Novak – tonski mojster za CD #4
- Martin Žvelc – masteriranje
- Virtual – priprava za DVD
- Ljubo Vošnjak – spremno besedilo
- Dominik Černelič "domdesign" – oblikovanje
- Foto atelje Postojna – fotografije